# Віленський Ґаон
рабі Еліягу бен Шломо Залман (івр. ר' אליהו בן שלמה זלמן), (їд. דער װילנער גאון Der Vilner Goen), (пол. Gaon z Wilna, Gaon Wileński), або Еліягу з Вільна, або за його єврейським акронімом גְּרָ"א (ҐРА — "Ґаон Рабейну Елійагу": "Наш великий вчитель Еліягу"), також відомий як Вільна Ґаон або Ґаон із Вільна (івр. הגאון מווילנה); нар. 23 квітня 1720 — пом. 9 жовтня 1797 — рабин, кабаліст і громадський діяч, один з видатних духовних авторитетів ортодоксального єврейства, математик. Слово «Ґаон» у перекладі з івриту означає «геній».

## Біографія
Народився в родині відомих рабинів у невеликому містечку Селець в околицях Берестя. Його дідом був рабин Мойше Рібкес — автор коментарів до Шулхан Арух — «Беер га-ола».
Був дуже здібною дитиною. До чотирьох років вивчив напам'ять Танах. До 7 років навчався у рабина Моше Маргаліота з Кейдани, автора книги «Пнів Моше», потім до самої старості вчився самостійно, позаяк жоден вчитель не міг його вже навчати.
У 18 років одружився, потім почав мандрувати по єврейських громадах, що було звичаєм, характерним для видатних рабинів. Ще до того, як досяг 20-річного віку, обговорював з равинами найскладніші проблеми Галахи. Під час своїх скитань відвідав такі найбільші центри єврейської і світової вченості, як Берлін, Прага, Амстердам, де зміг зустрітися з найбільшими рабинами і знайти рідкісні рукописи. У 1745 році оселився у Вільні і поступово став набувати розголосу в єврейському світі як видатний рабин покоління.

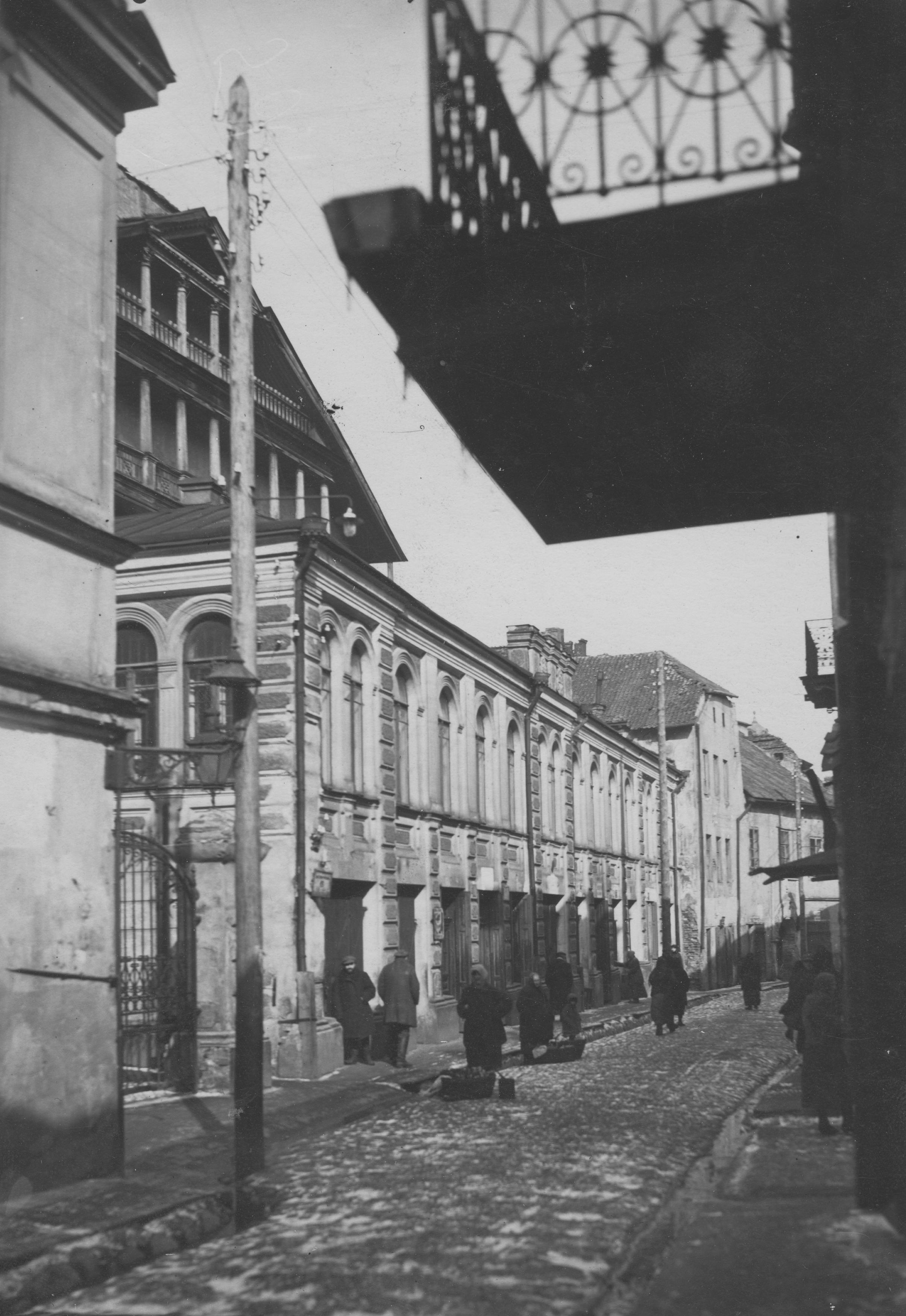
Вул. Жидівська (Žydų gatve) у Вільнюсі, довоєнна світлина (1926-33 рр.). Східний фасад Великої Синагоги. Місце зйомки - приблизно біля будинку № 8 (вже неісн.), де, як вважається, жив Ґаон.

1755 року під час суперечок між рабинами Йонатаном Ейбешюцем і Яковом Емден, перший апелював до його думки. Від 1760 року зібрав навколо себе видатних учнів, яким почав передавати частину своїх знань, в подальшому вони розвинули ідеї вчителя, відкривши єшиви і створивши громади по його принципам. Серед них особливо виділявся р. Хаїм з Воложина. Хоча Еліягу бен Шломо Залман не займав офіційної посади рабина, проте він отримував платню від громади на потреби своєї сім'ї і єшиви.  
Віленський Ґаон різко критикував хасидський рух, який зароджувався в цей період. Він засуджував їх зраду єврейської традиції і зневагу до людей, що вивчають Тору (які вважаються елітою в єврейських колах). При спробі хасидів дійти до примирення в 1772—1777 роках відмовився навіть зустрітися з делегацією найбільших хасидських лідерів. Віленський Ґаон незабаром оголосив проти них «херем» (тобто бойкот), що частково зупинило розвиток хасидизму в Литві. У 1780 році зробив спробу еміґрувати в Ерец-Ісраель, але з незрозумілих причин повернувся назад, коли досяг Кенігсберга. 
Ґаон помер у Сукот 1797 року, незабаром після введення російських військ до Литви. Був похований на єврейському кладовищі у передмісті Шніпішкес на правому березі Вілії (Няріса), навпроти Замкової гори і гирла Вільні. Кладовище було закрито в 1930 році, а в 1949—1950 роках — ліквідовано. Двічі перепохований – на колишньому новому єврейському кладовищі Ужупіса, коли ж і його було знищено у 1961-1963 р., новий мавзолей було встановлено на новому єврейському цвинтарі Судервє (район Шешкінє).
У склепі Ґаона перепоховані останки його дружини та сина, а також прах графа Валентина Потоцького, який відрікся від християнства та прийняв юдаїзм 1749 року. В склепі Ґаона віряни залишають записки з молитвами до Б-га.
Засновник видавничого дому Брокгауз-Єфрон Ілля Єфрон є правнуком Ґаона.

## Суспільний вплив
Погляди Віленського Ґаона лягли в основу сучасного юдаїзму. Його учні створили сучасну систему єврейської освіти. Він заохочував учнів вивчати природничі науки, та перекладав посібники з геометрії їдишем та івритом; зокрема, постановив р. Баруху Шику із Шклова перекласти Евклідові математичні праці івритом.   
Віленський Ґаон вніс зміни і поправки в ашкеназький молитовник. Велика його роль в плані ставлення до змін традицій; рав. Еліягу виступав за повне підпорядкування законам Шульхан Арух. У всіх диспутах, які велися за ці 250 років проти хасидизму, завжди апелювали до поглядів і діяльності Ґаона. 
Великий вплив Ґаона і на повернення євреїв в землю Ізраїлю, коли він виступав як перший передвісник репатріації у новий час. Він послав своїх учнів з сім'ями в Ерец-Ісраель, і їх нащадки склали основне ядро єврейських жителів Єрусалима XIX століття, ще до початку сучасного руху євреїв за повернення в землю своїх предків. Ґаона вважають своїм батьком-засновником і релігійні сіоністи.

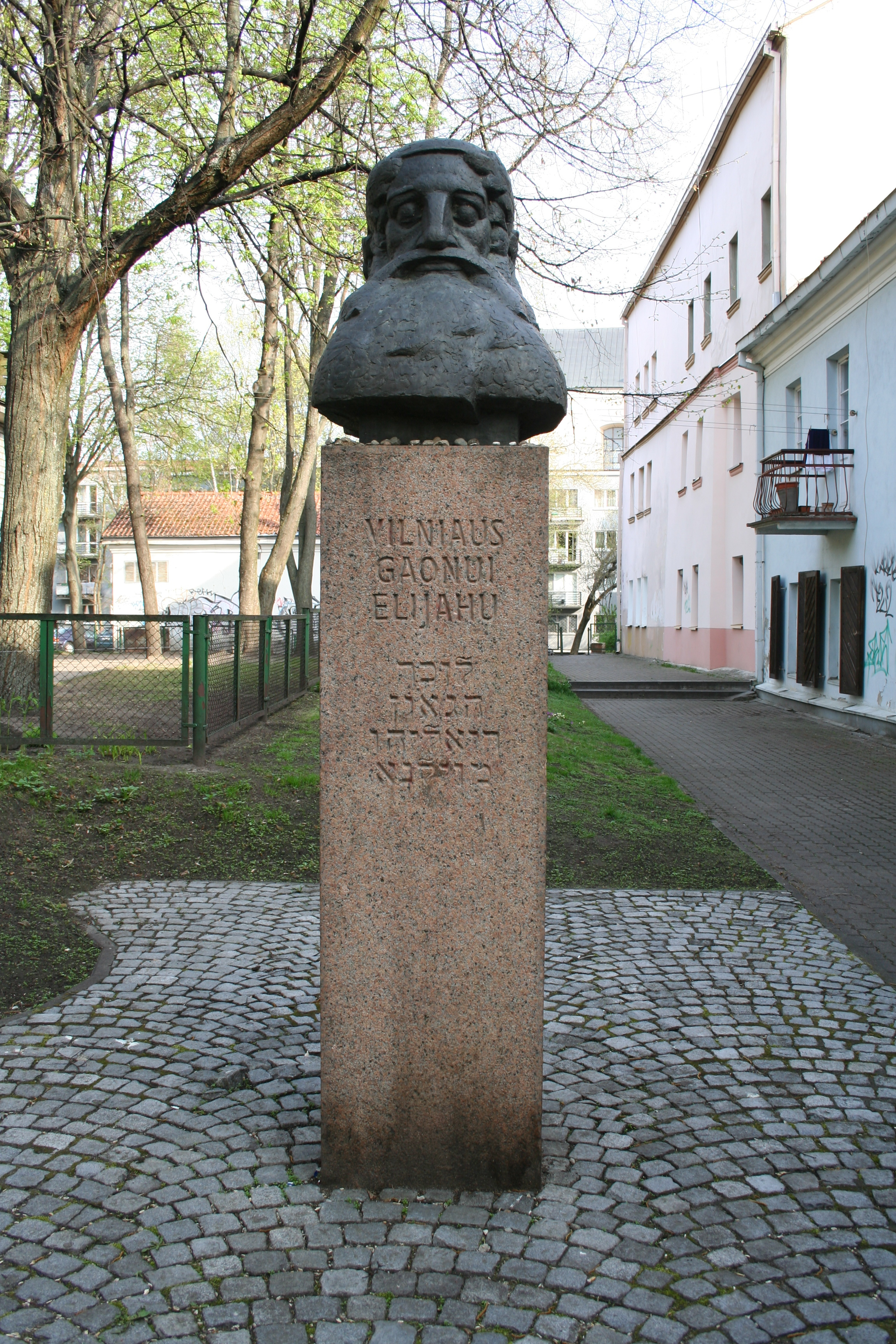
Пам'ятник Віленському Ґаону перед місцем, де розташовувалася Велика Синагога

### Учні
- Хаїм з Воложина
- Гілель з Шклова
- Менахем Мендель з Шклова
- Менаше з Іллі

## Книги
- Евен Шолома[11] — Досконала міра
- Агахот агра — глоси до Вавилонського Талмуда
- Коментарі до Шульхан Арух
- Ейль Мешулаш[12] — підручник із математики

## Пам'ять

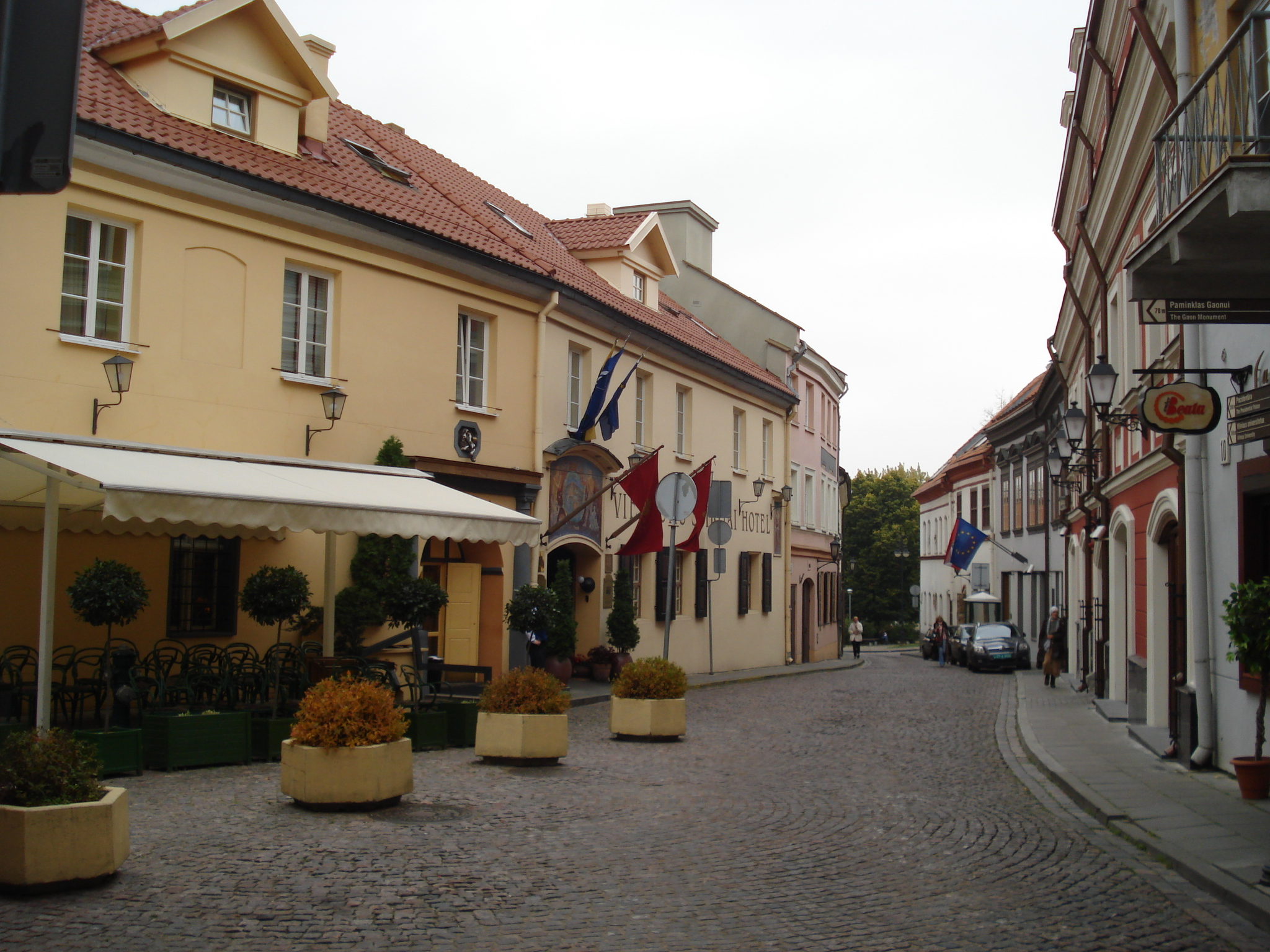
Вулиця Ґаона (Gaono gatvė) у Вільнюсі. Ліворуч - ресторан та готель Stikliai.

Ім'я Ґаона носять Державний єврейський музей і одна з вулиць (вулиця Ґаона; лит. Gaono gatvė) у Вільнюсі.
А також одна з вулиць в місті Рішон-ле-Ціон (Ізраїль).